# إشتاء
الإِشتاء (بالإنجليزية: Overwintering)‏ هي العملية التي تمر بها بعض الكائنات الحية أو تنتظر انتهاء فصل الشتاء، أو تمر خلال تلك الفترة من العام عندما تجعل ظروف «الشتاء» (درجات حرارة باردة أو دون الصفر، جليد، ثلج، إمدادات غذائية محدودة) النشاط الطبيعي أو حتى البقاء على قيد الحياة صعبًا أو شبه مستحيل، في بعض الحالات، لا يتميز «الشتاء» بالضرورة بالبرودة ولكن بالظروف الجافة؛ يمكن أيضًا أن يسمى المرور عبر مثل هذه الفترات الإِشتاء.
السبات الشتوي والهجرة هما الطريقتان الرئيسيتان اللتان يتم بهما الإِشتاء. قد تدخل الحيوانات أيضًا في حالة من النشاط الفسيولوجي المنخفض المعروف باسم السبات.
يحدُث الإشتاء في مراحل حياة طوائف الكائنات.

## الحشرات
في علم الحشرات، الإشتاء هو كيف تمر الحشرة بموسم الشتاء.العديد من الحشرات تقضي الإشتاء كبالغين أو شرانق أو بيض. يمكن القيام بذلك داخل المباني أو تحت لحاء الأشجار أو تحت الأوراق المتساقطة أو أي مادة نباتية أخرى على الأرض، من بين أماكن أخرى. كل هذه المواقع الشتوية تحمي الحشرة من الظروف المعاكسة المرتبطة بالشتاء.يتوقف النشاط تمامًا تقريبًا حتى تصبح الظروف أكثر ملاءمة. أحد الأمثلة على ذلك هو فراشة عباءة الحداد (Nymphalis antiopa) والتي تتمتع بمزايا في الإشتاء في الأماكن المرغوبة من خلال كونها واحدة من الفراشات الأولى التي ظهرت بعد شتاء بارد. مثال آخر هو بيض فراشة كاتربيلر خيمة الغابات (the forest tent caterpillar) التي تقوم بالإشتاء على أغصان الأشجار. الحشرات الأخرى، مثل فراشة الملك (Monarch butterfly)، تهاجر وتقوم بالإشتاء في المناطق الأكثر دفئًا. بالإضافة إلى ذلك، تقضي عثة الأشباح (ghost moth) الإشتاء كاليرقة.الكبريت الشائع (common brimstone)، الموجود عبر نطاق جغرافي واسع، يقوم بالإشتاء لمدة 7 أشهر لانتظار تطور نباتات عوائل اليرقات. فراشة أخرى فريدة من نوعها، بيضاء كبيرة (the large white)، تقوم بالإشتاء فقط في جنوب أوراسيا؛ لا يتم رؤيتهم يقومون بالإشتاء في مكان آخر. من المعروف أن بعض أنواع الذباب المخروطي الطفيلية (parasitic conopid flies)، مثل P. tibialis، تقوم بالإشتاء داخل جثة عوائل النحل / الدبابير قبل الظهور في الربيع. سوف تقضي ملكات النحلة الطنانة ذات الوجه الأصفر (Bombus vosnesenskii) الإشتاء، ثم تظهر في وقت مبكر من موسم الطيران للحصول على أفضل الأعشاش الموجودة تحت الأرض. أخيرًا، فإن العديد من أنواع Lasioglossum، بما في ذلك L. hemichalceum (وهو نحل عرقي شائع)، سوف تقوم بالإشتاء في أعشاش تحت الأرض قبل الظهور في الربيع لبدء مستعمرات جديدة.

## طيور
تهاجر العديد من الطيور ثم تقضي الشتاء في المناطق التي تكون فيها درجات الحرارة أكثر دفئًا أو يتوفر فيها الطعام بسهولة أكبر. ومع ذلك، فإن بعض الطيور، مثل القرقف ذات الرأس الأسود (black-capped chickadees)، الملكات ذات التاج الذهبي (Golden-crowned kinglets)، نقار الخشب، والكورفيد، تظل بدلاً من ذلك في مناطق أكثر برودة طوال فترة الإشتاء، وغالبًا ما تبقى في مجموعات للدفء.

## نباتات
يقال أحيانًا أن النباتات تقوم بالإشتاء، في مثل هذه الأوقات، يصبح نمو الأنسجة النباتية والهياكل التناسلية ضئيلًا أو يتوقف تمامًا. بالنسبة للنباتات غالباً ما يتضمن الإشتاء تقليل نسبة الماء الممتص وتقليل التعرض للضوء. في الربيع التالي للإشتاء تدخل العديد من النباتات مرحلة الإزهار. يستخدم المزارعون والبستانيون عملية «الإشتاء» لتحقيق حصاد الربيع المبكر لبعض المحاصيل عن طريق زراعة أنواع سنوية أو كل سنتين في الخريف، غالبًا تحت حماية الأنابيب العالية أو المنخفضة. في علم أمراض النبات، يكون فصل الشتاء هو المكان الذي يعيش فيه العامل الممرض للنبات في الشتاء، حيث لا تنمو أنواع عوائل المحاصيل الطبيعية، عن طريق الانتقال إلى عائل بديل، أو العيش بحريّة بالتربة أو على فضلات النباتات مثل البطاطس المهملة.

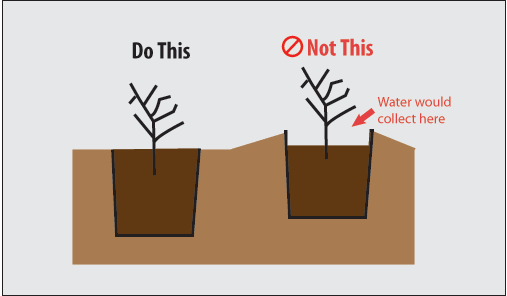
الإشتاء الشتوي في النبات

## أشخاص
يتم وصف الأشخاص أيضًا في بعض الأحيان بأنهم يقومون بالإشتاء.كان هذا صحيحًا بشكل خاص في الماضي أثناء استكشاف الكوكب عندما كان على الناس قضاء فصل الشتاء في أماكن غير مناسبة بشكل مثالي لقضاء الشتا، وحتى اليوم في المناطق القطبية. قد يقال اليوم أن الناس يقومون بالإشتاء عندما ينتقلون مؤقتًا إلى المناطق الأكثر دفئًا خلال أشهر الطقس البارد السائد في خطوط العرض الشمالية، مثل الأشخاص من أجزاء مختلفة من أمريكا الشمالية يقيمون في فلوريدا أو أريزونا أو نيو مكسيكو لأجزاء أخرى من نوفمبر إلى مارس.